# 扬科·瓦尔卡诺夫
扬科·赫里斯多夫·瓦尔卡诺夫（Янко Христов Вълканов, Yanko Valkanov，1982年7月25日—），在中国被普遍称为扬科，是保加利亚职业足球运动员，司职右边后卫或者中后卫。

## 中国联赛经历
2009年2月，扬科因为在试训中表现出色与上海申花签订了为期两年的合同，转会费及合同总额为78万欧元。加盟申花后，身为后卫的扬科很快以进球赢得了注意，一度成为进球最多的球员。赛季中后期，他更加被直接推上锋线，司职中锋的位置，常有助攻等出色表现。
2010年2月，扬科被上海申花放弃,但由于尚有一年合同故被租借到深圳红钻。赛季中后期扬科被深圳队提前解约。同年9月回归白俄罗斯联赛，加盟明斯克迪纳摩。